# Adrián Turmo
Adrián Turmo Jorda (Palma de Mallorca, España, 24 de enero de 2001) es un futbolista profesional español que juega en el Girona FC. Principalmente un mediocampista ofensivo, también puede jugar como delantero.

## Biografía
Adrián Turmo se incorporó a la formación juvenil del Girona FC en 2019, procedente del Penya Arrabal.

## Trayectoria
El 4 de octubre de 2020 hizo su debut profesional entrando como suplente por Jairo Izquierdo en la segunda parte minuto 82, en una derrota en casa por 0-1 en Segunda División contra el CF Fuenlabrada.

## Clubes
| Club      | País   | Año       |
| --------- | ------ | --------- |
| Girona FC | España | 2020-act. |